# 1,2-Dihydro-5-nitroacenaphthylen
1,2-Dihydro-5-nitroacenaphthylen ist eine chemische Verbindung aus der Gruppe der Acenaphthenderivate.

## Gewinnung und Darstellung
1,2-Dihydro-5-nitroacenaphthylen kann durch Reaktion von in Essigsäureanhydrid gelösten Acenaphthen mit einer äquivalente Menge Metallnitrat gewonnen werden.

## Eigenschaften
1,2-Dihydro-5-nitroacenaphthylen ist ein kristalliner gelber Feststoff, der löslich in heißem Wasser ist.

## Verwendung
1,2-Dihydro-5-nitroacenaphthylen wurde in Japan als Zwischenprodukt zur Herstellung von Naphthalimidfarbstoffen verwendet.